# Phyllodoce diversiantennata
Phyllodoce diversiantennata är en ringmaskart som först beskrevs av Hartmann-Schröder 1986.  Phyllodoce diversiantennata ingår i släktet Phyllodoce och familjen Phyllodocidae. Inga underarter finns listade i Catalogue of Life.